# Antônio Carlos Gomes
Pour les articles homonymes, voir Carlos Gomes et Gomes.
 (mars 2025).
Si vous disposez d'ouvrages ou d'articles de référence ou si vous connaissez des sites web de qualité traitant du thème abordé ici, merci de compléter l'article en donnant les références utiles à sa vérifiabilité et en les liant à la section « Notes et références ».
Antônio Carlos Gomes, né le 11 juillet 1836 à Campinas et mort le 16 septembre 1896 à Belém, est un compositeur d'opéras brésilien.
Bien que Gomes ait fait l'essentiel de sa carrière en Europe, sa vie se confond avec l'histoire même du Brésil : né quelques années après l'indépendance du pays en 1822, mort peu après la proclamation de la République en 1889, Gomes fut un témoin privilégié du Brésil Impérial. Ce pays de seigneurs et d'esclaves, nation aux institutions balbutiantes, se retrouve sublimé dans son œuvre la plus célèbre : l'opéra Il Guarany, racontant l'amour impossible d'un Indien et d'une Blanche.

## Biographie

### Jeunesse
D'origine modeste, Gomes naquit le 11 juillet 1836 à Campinas, dans l'État de São Paulo. Son père, Manoel José Gomes, était maître de chapelle à Campinas ; il se maria plusieurs fois et eut 26 enfants en tout. Sa mère, Fabiana Maria Jaguary Cardoso Gomes, n'eut cependant que deux enfants avec Manoel : le compositeur et son frère aîné José Pedro Santana Gomes.
Sa mère décéda alors qu'il était encore enfant. À l'âge de dix ans, il commença des études de musique, encouragé par son père et par son frère José Pedro. Pendant son adolescence, il joua dans des bals et des concerts populaires avec la fanfare militaire de son père, activité qu'il alternait avec un emploi de tailleur.
À l'âge de quinze ans, il composait déjà des valses, des modinhas, des quadrilles et des polkas. À dix-huit ans, en 1854, il composa sa première messe : la Messe de Saint Sébastien, œuvre empreinte de mysticisme, qu'il dédia à son père. En 1857, il composa la modinha Suspiro d'Alma (« Soupir d'Âme ») sur un poème du poète romantique portugais Almeida Garrett.
En 1859, Gomes partit en tournée en tant que pianiste et chanteur, accompagné au violon par son frère José Pedro, par les principales villes de l'État de São Paulo, en terminant par la capitale. De cette période datent la fantaisie Alta Noite (« Nuit Sombre ») pour clarinette, la modinha Quem sabe? (« Qui sait ? »), sur un poème de Francisco Leite de Bittencourt Sampaio et la messe Nossa Senhora da Conceição. C'est au contact des étudiants de la Faculté de droit de l'Université de São Paulo, pour qui il composa l'Hino Acadêmico (« Hymne Académique »), que Gomes et son frère furent initiés à la franc-maçonnerie.

### Rio de Janeiro
En 1860, Gomes, contre la volonté de son père, s'installa à Rio de Janeiro. Il fut présenté à l'empereur Pierre II par la comtesse de Barral ; le monarque, fidèle ami et protecteur des artistes, l'orienta vers Francisco Manuel da Silva, directeur du Conservatoire de musique où il entama des études de contrepoint avec Gioacchino Giannini, musicien italien de renom qui vécut longtemps au Brésil. La même année, à la cérémonie de clôture de l'année scolaire au Conservatoire, Gomes présenta une cantate de son cru, qu'il dirigea lui-même bien qu'atteint par la fièvre jaune.
Le 4 septembre 1861 fut joué au Théâtre Lyrique Provisoire l'opéra A Noite do Castelo (« La Nuit du Château »), première œuvre d'envergure de Gomes, d'après le roman homonyme d'António Feliciano de Castilho. L'opéra révéla Gomes au public carioca et remporta un franc succès dans les milieux musicaux brésiliens. En signe de reconnaissance, l'empereur gratifia le compositeur de l'Ordre impérial de la Rose.
Deux ans après ce triomphe, Gomes présenta son deuxième opéra, Joana de Flandres (« Jeanne de Flandres »), sur un livret de Salvador de Mendonça, porté sur scène le 15 septembre 1863.
Gomes reçut alors du gouvernement une bourse d'études en Europe. Craignant d'abandonner définitivement son père, Gomes sollicita de l'empereur Pierre II, en échange de son départ, que son père fût nommé maître de chapelle de la Chapelle Impériale à Rio de Janeiro, ce que l'empereur accepta.

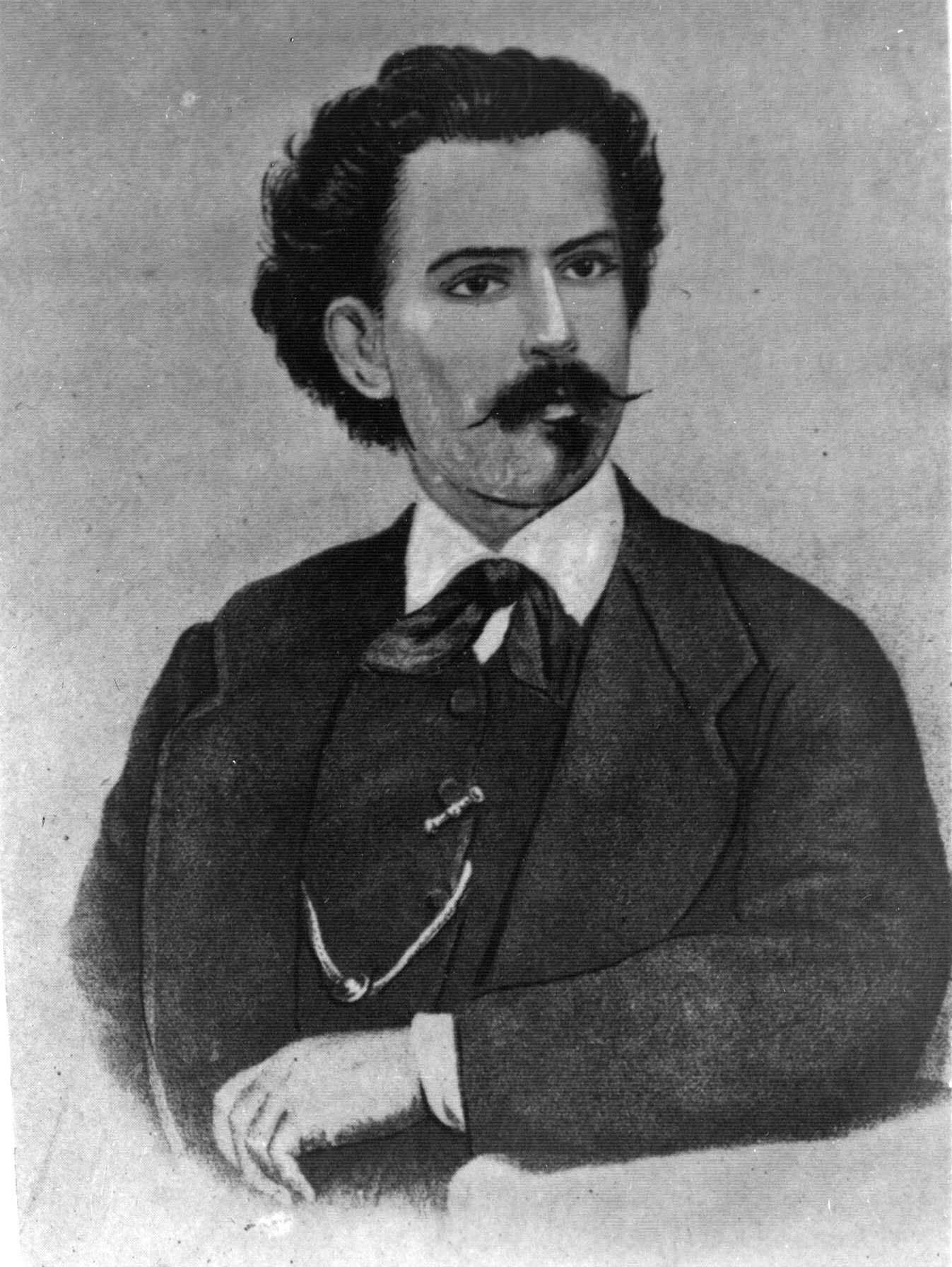
Antônio Carlos Gomes. Portrait (auteur inconnu), ca. 1870.

### L'Europe
L'empereur souhaitait que Gomes partît pour l'Allemagne, où régnait alors Wagner, mais l'impératrice Thérèse-Christine, d'origine napolitaine, lui suggéra plutôt l'Italie. En 1863, après un bref périple par le Portugal et Paris, Gomes arriva à Milan où il prit des cours de composition avec Lauro Rossi au conservatoire de Milan.
En 1866, Gomes obtint le diplôme de compositeur. Il composa la même année son premier opus milanais : la musique pour la revue Se sa minga, sur un livret d'Antonio Scalvini en dialecte milanais, portée sur scène le 1er janvier 1867 au Teatro Fossetti. L'année d'après ce fut la première de Nella Luna, sur un livret du même auteur, au Teatro Carcano.

### Il Guarany
En 1867, circulait à Milan une traduction bon marché du roman O Guarani (« Le Guarani ») de José de Alencar. L'attention de Gomes fut attirée par l'histoire singulière de l'amour impossible entre un Amérindien et une Blanche, et il en parla aussitôt avec son librettiste Scalvini, qui en fut également enthousiasmé. Ainsi naquit l'opéra Il Guarany, son œuvre la plus connue, à défaut d'être son chef-d'œuvre.
La première eut lieu le 19 mars 1870 au Teatro alla Scala de Milan. L'opéra remporta un énorme succès, en partie grâce à la saveur "exotique" tant du texte (le personnage principal, Peri, est un indien Guarani) que de la musique : Gomes introduisit en effet des passages de musique « barbare » faisant appel à des instruments indiens tels que borés, tembis, maracás ou inúbias, qu'il fit fabriquer par un facteur d'orgue à Bergame.
À l'issue de la représentation, le roi Victor-Emmanuel II le nomma Chevalier de la Couronne d'Italie. Verdi aurait dit de Gomes, le jour de la première de Il Guarany : Questo giovane comincia dove finisco io! (« Ce jeune débute là où moi, je finis ! »).
Il Guarany eut une carrière fulgurante : dès 1872, l'opéra fut porté sur les grandes scènes européennes : La Pergola (Florence), Théâtre Carlo-Felice (Gênes), Covent Garden (Londres), Teatro Comunale de Ferrare, Teatro Comunale de Bologne, Teatro Eretenio (Vicence), Teatro Sociale de Trévise. Quelques années plus tard, l'œuvre atteignit même une notoriété mondiale et fut jouée à Moscou et à Pittsburgh.

### Entre Brésil et Italie
Gomes vécut plusieurs années partagé entre le Brésil et l'Italie, sa seconde patrie. Cependant il ne se sentit jamais à l'aise à Milan, où on le décrivait comme un solitaire, alors même que ses compatriotes l'accusaient de plus en plus de gaspiller l'argent public par des séjours prolongés en Italie.
En 1870, Gomes retourna au Brésil pour la première brésilienne de Il Guarany, qui eut lieu le 2 décembre 1870, jour de l'anniversaire de l'empereur Pierre II, au Théâtre Lyrique Provisoire à Rio de Janeiro. Les principaux passages ont été chantés par des amateurs de la Société Philharmonique ; la représentation fut un triomphe et se termina par les acclamations du public : « Vive l'Empereur ! Vive Carlos Gomes ! Vive José de Alencar ! ».
En 1871, Gomes écrivit l'opérette Telégrafo Elétrico (« Le Télégraphe Électrique ») puis commença l'opéra Os Mosqueteiros do Rei (« Les Mousquetaires du Roi »), qui restera inachevé. Il revint la même année en Italie, où le 16 décembre il épousa la pianiste Adelina Peri, qu'il avait connue au Conservatoire de Milan. Le couple vécut un mariage instable en raison des difficultés financières grandissantes du compositeur et de la mort en bas âge de trois de leurs cinq enfants ; ils se séparèrent en 1885.
En 1872, il termina la composition d'un nouvel opéra, Fosca, sur un livret d'Antonio Ghislanzoni, l'auteur du livret d’Aida. Portée sur scène le 18 février 1873 au Teatro alla Scala de Milan, l'œuvre fut durement critiquée en raison de la présence de leitmotivs wagnériens.
Gomes composa ensuite l'opéra Salvator Rosa, dont il revendit les droits à l'éditeur Giulio Ricordi; la première eut lieu en 1874 au théâtre Carlo Felice de Gênes, puis l'opéra Marie Tudor, sur un livret d'Arrigo Boito (le librettiste d'Otello et de Falstaff) et d'Emilio Praga.
En 1876, à la demande de l'empereur Pierre II, Gomes composa Saudação do Brasil (« Salutation du Brésil ») pour les commémorations du premier centenaire de l'indépendance des États-Unis. Cette même année, Gomes entama une tournée en Argentine et au Brésil pour présenter son opéra Fosca, qui fut joué à Buenos Aires, au Théâtre Colón, puis à Rio de Janeiro.
En 1878, débuta la construction de la Villa Brasília, nouvelle résidence du compositeur, à Lecco.
L'année 1879 marqua un tournant négatif dans la carrière du compositeur : l'échec de la représentation de Marie Tudor à la Scala, puis le décès de son fils Mário à l'âge de cinq ans, l'affectèrent profondément. Ce fut alors le début d'une longue période de dépressions nerveuses, difficultés financières et opéras inachevés.

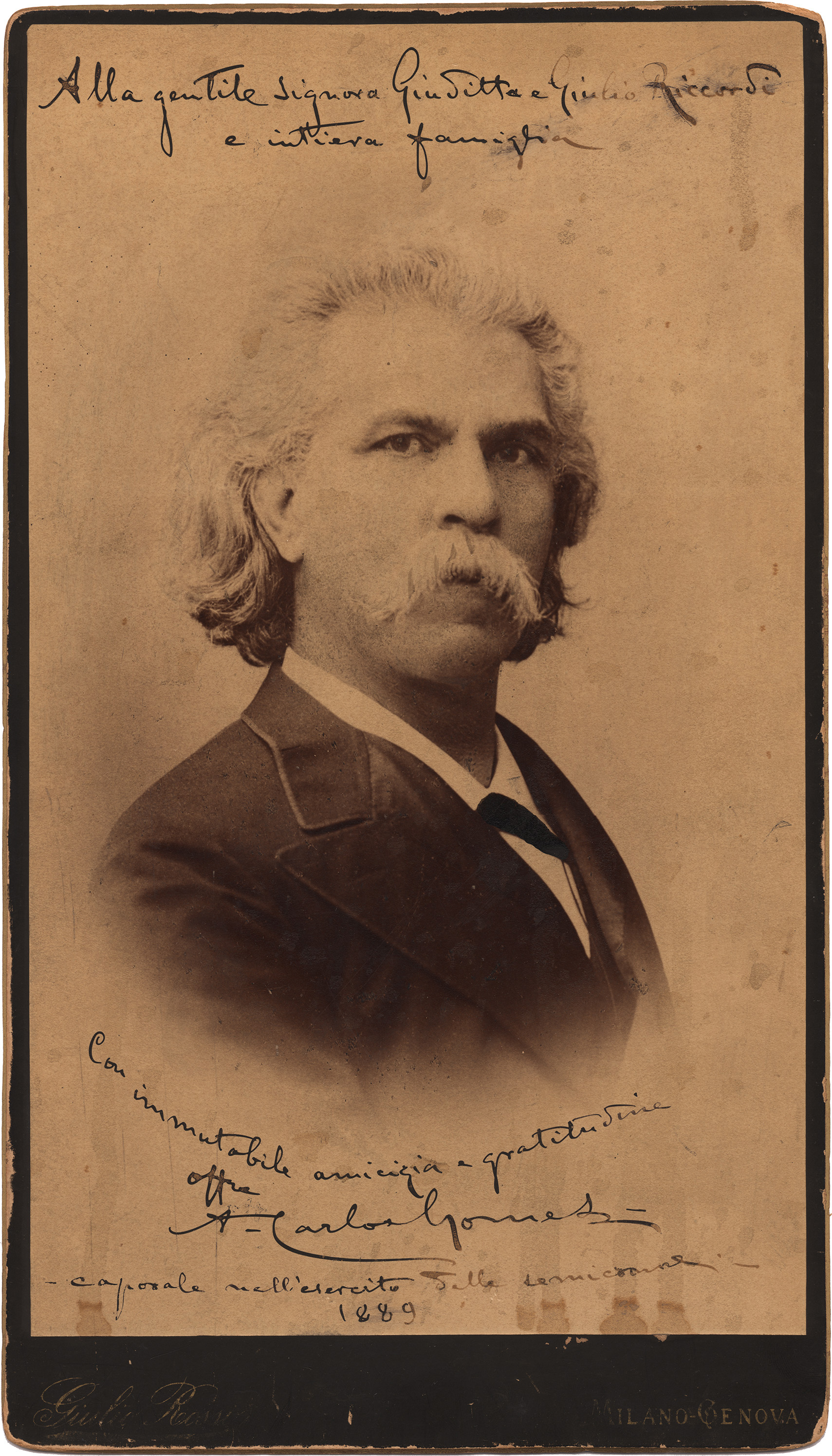
Antônio Carlos Gomes. Photographie par Giulio Rossi, 1889.

En 1880, Gomes retourna au Brésil et se rendit à Rio de Janeiro, Salvador, Recife et Belém. Sa troupe mit en scène Salvator Rosa, Il Guarany et Fosca. À Bahia, à la demande du pianiste portugais Arthur Napoleão, Gomes composa l’Hymne à Camœns à l'occasion du tricentenaire de la mort du poète.
Sa santé déclina rapidement. En 1886, Gomes passa par une grave crise de nerfs, que seul l'opium put soulager. En 1887, pour payer ses dettes, Gomes dut vendre sa villa à Lecco avec tous les meubles et s'installa dans un petit appartement à Milan.
En 1888, le compositeur achève l'opéra Lo Schiavo (« L'esclave »), sur un livret de Rodolfo Paravicini ; l'œuvre, cependant, ne put être portée sur scène en Italie. La première n'eut lieu qu'en 1889, au Teatro Lírico de Rio de Janeiro, en hommage à la princesse Isabelle du Brésil et à l'abolition de l'esclavage au Brésil. Caressant secrètement le rêve de succéder à Francisco Manuel da Silva à la tête du Conservatoire Impérial de Musique, Gomes aurait obtenu l'appui de l'empereur Pierre II. Mais la proclamation de la République en 1889 mit fin à ses espoirs, car l'empereur dut s'exiler en Europe.

### Les dernières années

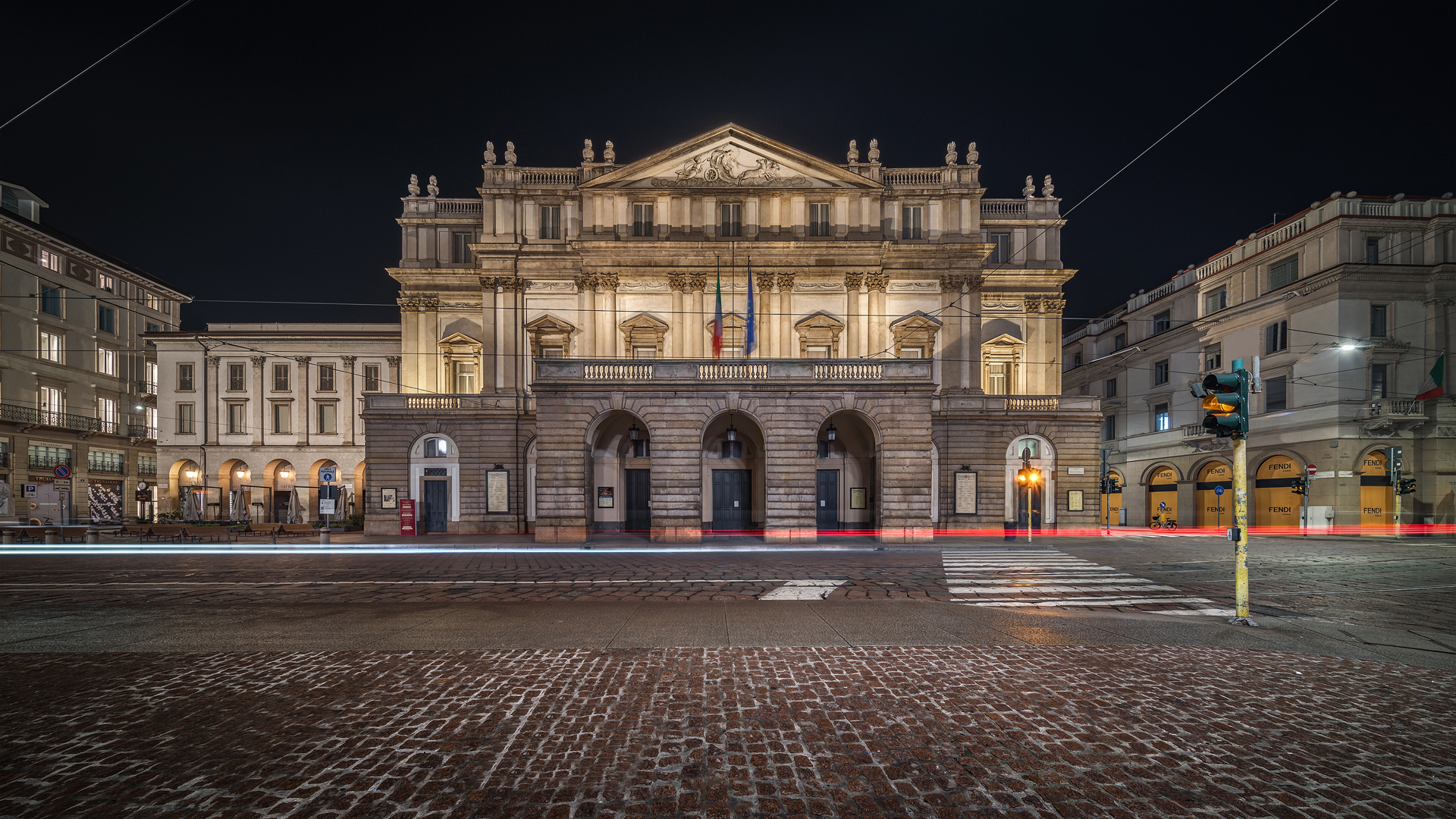
Le Teatro alla Scala de Milan.

Gomes retourna à Milan en 1890 et s'installa dans les appartements de sa maîtresse, la comtesse Cavalini. En 1891, Gomes dirige, à La Scala de Milan, l'opéra Condor : une nouvelle forme de récitatif, plus proche du récitatif moderne, y fit sensation.
En 1892, il composa le poème lyrique Colombo, en hommage aux 400 ans de la découverte de l'Amérique par Christophe Colomb ; incomprise du public, l'œuvre fut un échec. Gomes se rendit aussi à Chicago afin de représenter le Brésil à l'Exposition universelle Colombienne. Faute de financements de la part du gouvernement brésilien, Gomes ne put cependant monter Il Guarany, et son voyage se solda par un nouvel échec.
En 1895, Lauro Sodré, gouverneur de l'État du Pará, lui demanda d'organiser et diriger le conservatoire de musique de Belém. Bien qu'en mauvaise santé, Gomes accepta et quitta pour la dernière fois l'Italie. À Lisbonne, où fit halte, il dut subir une intervention chirurgicale à la langue, le 8 avril 1895, malheureusement sans résultats.

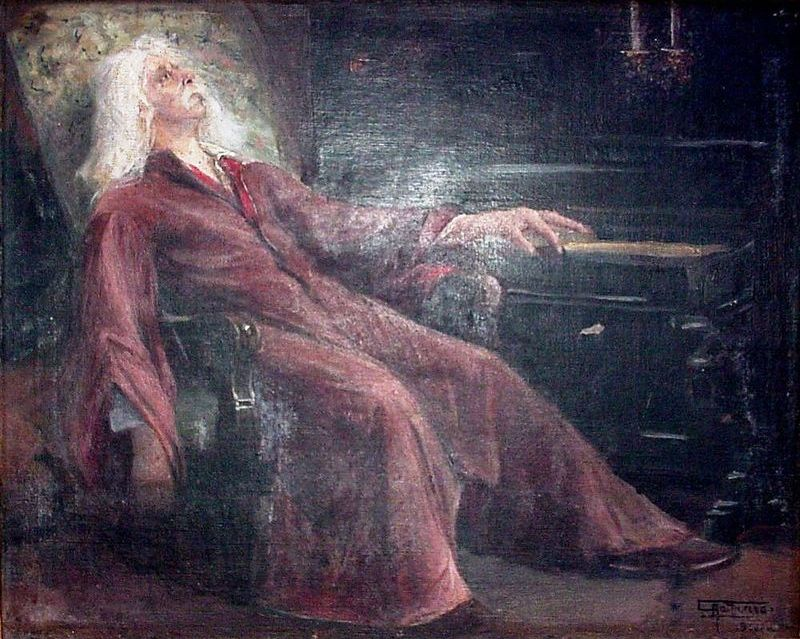
Morte de Carlos Gomes, peinture de Antônio Parreiras (1911),, Niterói, Brésil.

Le 14 mai, déjà très malade, il fut reçu par la population de Belém en liesse, mais ses derniers jours furent marqués par une souffrance physique que les efforts médicaux ne pouvaient soulager. Ne pouvant guère quitter son domicile, il dut renoncer à la direction du conservatoire de Belém. Il décéda le 16 septembre 1896.

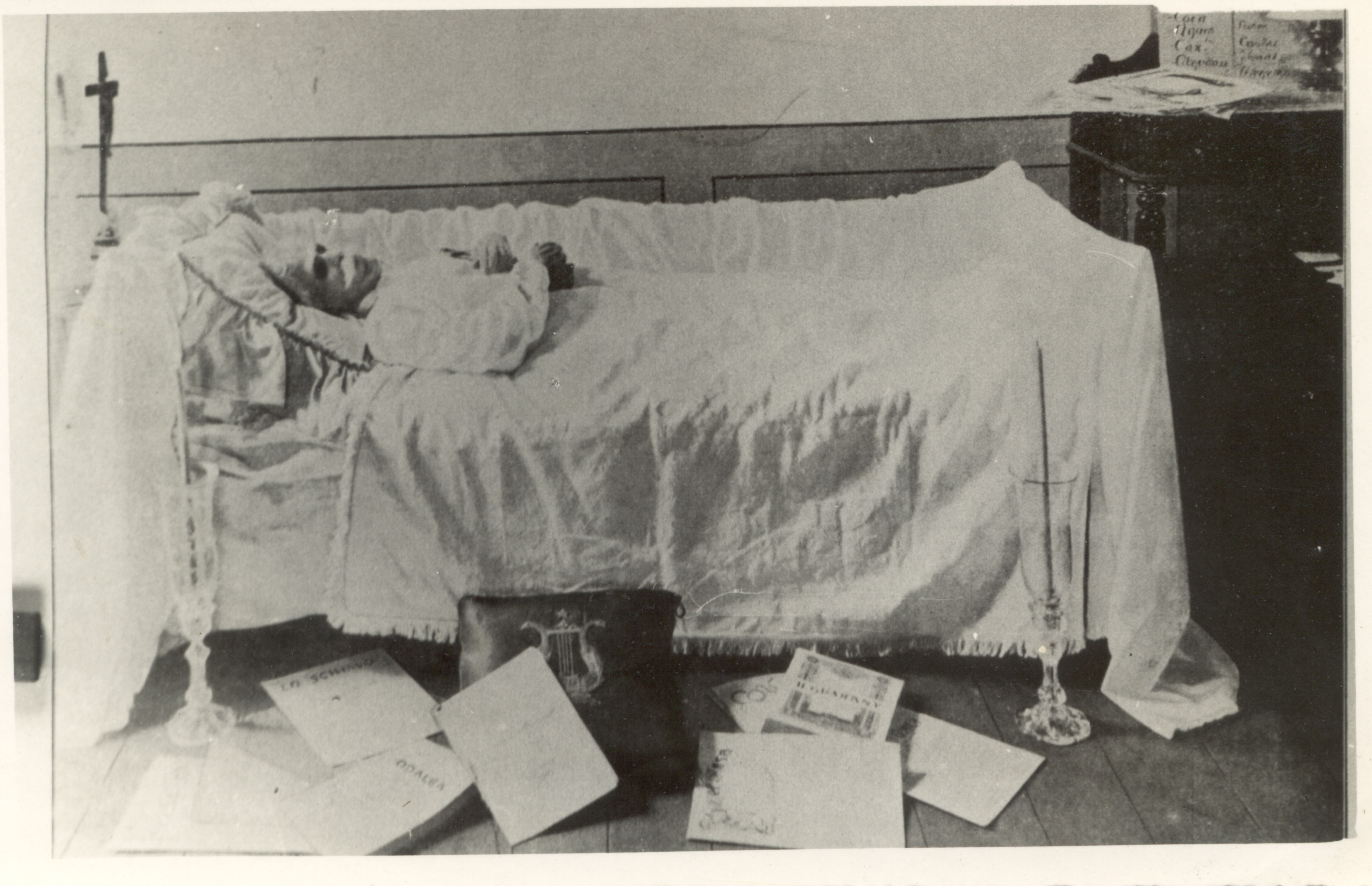
Antônio Carlos Gomes sur son lit de mort. Photographie, 16 septembre 1896.

Les cercles intellectuels de Belém étaient alors fortement imprégnés par les idées positivistes, et la mort de Gomes fut véritablement mise en scène dans l'esprit d'exaltation des grands hommes de la nation et de religion civique que professait ce courant philosophique. Son corps fut embaumé, photographié et exposé au public à Belém pendant deux jours, puis transféré vers le conservatoire de Belém où il fut exposé dans une chapelle ardente improvisée. Il fut ensuite transféré vers le cimetière de la Soledade à Belém et exposé à nouveau au public, puis une messe de requiem fut célébrée, à la cathédrale de Belém, au cours de laquelle le corps fut placé sur un immense catafalque.
Gomes ne fut cependant pas inhumé à Belém : à la demande du gouverneur de l'État de São Paulo, Campos Salles, sa dépouille fut inhumée avec les honneurs militaires dans sa ville natale, Campinas, place Antônio Pompeu.

## Œuvres

### Opéras
Les deux premiers opéras de Gomes (A Noite do Castelo et Joanna de Flandres) sont en portugais ; tous les autres sont en italien. Les Brésiliens parlent bien souvent des opéras italiens de Gomes en portuguisant leurs titres : O Guarani plutôt que Il Guarany, etc. ; le présent article cependant conserve leurs titres originaux en italien.
- A Noite do Castelo (« La Nuit du Château »), opéra en trois actes sur un livret de José Fernandes dos Reis, d'après le roman homonyme d'António Feliciano de Castilho. Première le 4 septembre 1861, Teatro Lírico Fluminense (provisoire) de Rio de Janeiro. Dédié à Francisco Manuel da Silva.
- Joanna de Flandres (« Jeanne de Flandres »), opéra en quatre actes sur un livret de Salvador de Mendonça. Première le 15 septembre 1863, Teatro Lírico Fluminense (provisoire) de Rio de Janeiro. Dédié à l'empereur Pierre II.
- Il Guarany (« Le Guarani »), opéra-ballet en quatre actes, sur un livret d'Antonio Scalvini, d'après le roman O Guarani de José de Alencar. Première le 19 mars 1870, à La Scala, Milan.
- Fosca, opéra en quatre actes sur un livret d'Antonio Ghislanzoni d'après le roman Le Feste delle Marie, de Luis Capranica. Première le 16 février 1873, à La Scala, Milan. Dédié à José Pedro Santana Gomes.
- Salvator Rosa, opéra en quatre actes sur un livret d'Antonio Ghislanzoni d'après le roman Masaniello de E. de Méricourt. Première le 21 mars 1874, Théâtre Carlo-Felice, Gênes.
- Maria Tudor (« Marie Tudor »), opéra en quatre actes sur un livret d'Arrigo Boito et d'Emilio Praga d'après le drame homonyme et éponyme de Victor Hugo. Première le 27 mars 1879, à La Scala, Milan.
- Lo Schiavo (« L'esclave »), opéra en quatre actes sur un livret de Rodolfo Paravicini d'après une idée du Vicomte de Taunay. Première le 27 septembre 1889 au Teatro Imperial D. Pedro II (Teatro Lírico) à Rio de Janeiro.
- Condor, opéra en trois actes sur un livret de Mario Canti. Première en 1891 à La Scala, Milan. Dédié au commandeur Theodoro Teixeira Gomes.
- Colombo, poème vocal symphonique en quatre tableaux, dédié au peuple américain. Livret d'Albino Falanca. Première le 12 octobre 1892 au Teatro Lírico de Rio de Janeiro.

Voir les partitions de Carlos Gomes disponibles gratuitement sur Wikimedia Commons

### Autres
Bien que l'opéra ait été son genre préféré, Gomes composa également de la musique sacrée, environ 50 modinhas, des cantates et des opérettes. Ses modinhas sont le parfait reflet de l'ambiance romantique et raffinée des salons littéraires et musicaux, mis en vogue à Rio de Janeiro par la présence de la cour impériale : on y trouve aussi bien le lyrisme français que l'humour italien et surtout, la forte présence du style verdien.